# Polityka zagraniczna Boliwii
Boliwia posiada przyjazne relacje zagraniczne praktycznie ze wszystkimi krajami regionu z wyjątkiem Chile, z którym to państwem Boliwia utrzymuje napięte stosunki dyplomatyczne od czasu wojny o Pacyfik, po której Boliwia straciła prowincje Atakama oraz dostęp do Oceanu Spokojnego. Boliwia w historii często zrywała stosunki dyplomatyczne z Chile, a obecne stosunki pomiędzy oboma krajami są dalekie od normalności.
Boliwia jest aktywnym członkiem wszystkich organizacji skupiających kraje Ameryki Południowej, należąc m.in. do organizacji Państw Amerykańskich, Grupy z Rio. Boliwia od 1996 jest stowarzyszona z Mercosur, organizacją współpracy państw Ameryki Południowej. Oprócz tego Boliwia jest pełnoprawnym członkiem ONZ, Andyjskiego Rynku Wspólnego, Intelsatu, Ruchu państw niezaangażowanych, Unii Międzyparlamentarnej, Stowarzyszenia Integracji Latynoamerykańskiej, oraz WTO. Boliwia jest także jednym z krajów członkowskich Międzynarodowego Trybunału Karnego.

## Spory międzynarodowe
Wpływająca do Pacyfiku rzeka Lauca jest przedmiotem wieloletniego sporu pomiędzy Chile a Boliwią, która rości sobie prawa do kontroli nad rzeką, na co nie chcą pozwolić Chilijczycy. 
Za czasów prezydentury Carlosa Mesy publicznie pojawiły się żądania Boliwijczyków zwrotu terytoriów utraconych w 1884 r. na rzecz Chile. Oprócz tego Mesa w 2004 przygotował na terenie kraju oraz w ambasadach Boliwii na całym świecie kampanię, której celem było przypomnienie o boliwijskich ofiarach wojny o Pacyfik oraz potwierdzenia roszczeń wobec Chile. 
Kwestie żądań wobec Chile są najpoważniejszym sporem międzynarodowym z udziałem Boliwii.

## Handel narkotykami
Boliwia jest trzecim na świecie producentem koki (po Peru oraz Kolumbii) z przewidywaną ilością 218 km² pól upraw tej rośliny. W ostatnich latach wielkość została zmniejszona o 45%. Głównymi rynkami zbytu dla boliwijskiej koki jest Kolumbia, Argentyna, Brazylia oraz Stany Zjednoczone, której władze chcą wymusić na rządzie w La Paz aktywniejszą walkę z handlarzami koki.

## Otrzymywana pomoc zagraniczna
W 1998 roku Bank Światowy oraz Międzynarodowy Fundusz Walutowy nagrodził Boliwię umorzeniem części długu międzynarodowego na łączną sumę 760 milionów dolarów. Boliwia jako kraj rozwijający się otrzyma około 1,2 miliarda dolarów od Banku Światowego. Cała suma ma zostać przekazana do roku 2011. Również Stany Zjednoczone przekazały Boliwii fundusze finansowe, w 2004 roku, Boliwia otrzymała 150 milionów dolarów od rządu USA.
Po objęciu urzędu przez prezydenta Evo Moralesa, Hiszpania przekazała rządowi w La Paz, 99 milionów euro jako umorzenie części długów oraz wsparcie edukacji. Wenezuelski prezydent Hugo Chávez spłacił część długu jaki Boliwia posiada m.in. w Banku Światowym.